# Педрас-ди-Фогу
Педрас-ди-Фогу (порт. Pedras de Fogo) — муниципалитет в Бразилии, входит в штат Параиба. Составная часть мезорегиона Зона-да-Мата-Параибана. Входит в экономико-статистический  микрорегион Литорал-Сул. Население составляет 26 111 человек на 2006 год. Занимает площадь 401,120 км². Плотность населения — 65,1 чел./км².

## История
Город основан в 1953 году.

## Статистика
- Валовой внутренний продукт на 2003 год составляет 328 792 113,00 реалов (данные: Бразильский институт географии и статистики).
- Валовой внутренний продукт на душу населения на 2003 год составляет 12 647,80 реалов (данные: Бразильский институт географии и статистики).
- Индекс развития человеческого потенциала на 2000 год составляет 0,568 (данные: Программа развития ООН).